# Parcé
Parcé (bret. Parzieg) – miejscowość i gmina we Francji, w regionie Bretania, w departamencie Ille-et-Vilaine.
Według danych na rok 1990 gminę zamieszkiwały 562 osoby, a gęstość zaludnienia wynosiła 33 osoby/km² (wśród 1269 gmin Bretanii Parcé plasuje się na 798. miejscu pod względem liczby ludności, natomiast pod względem powierzchni na miejscu 596.).

## Współpraca
Miejscowość partnerska:
- Kortenberg, Belgia